# Leuctra despaxi
Leuctra despaxi är en bäcksländeart som beskrevs av Martin E. Mosely 1930. Leuctra despaxi ingår i släktet Leuctra och familjen smalbäcksländor. Inga underarter finns listade i Catalogue of Life.